# Flemming Stie
Flemming Stie (* 30. Dezember 1971 in Holstebro) ist ein dänischer Basketballtrainer und ehemaliger -spieler.

## Leben
Stie wechselte 1992 aus Struer zu Skovbakken Basketball (später Bakken Bears genannt). Der zwei Meter große Flügelspieler gehörte während der Saison 1994/95 der Mannschaft des deutschen Regionalligavereins BSV Wulfen an. Er kehrte zu Bakken zurück, 1999/2000 stand er in Diensten des isländischen Erstligisten Tindastóll, zur Saison 2000/01 kam er wieder zu den Bakken Bears, bei denen er 2003 seine Spielerlaufbahn beendete. Mit Bakken wurde er 1997, 1999 und 2001 dänischer Meister. Stie war dänischer Nationalspieler, er kam auf 15 A-Länderspiele.
Er war unter dem US-amerikanischen Cheftrainer Geof Kotila Co-Trainer bei Bakken, ab Saisonbeginn 2006/07 Co-Trainer des Erstligisten Randers Cimbria und übte beim selben Verein von Dezember 2006 bis Ende April 2008 das Cheftraineramt aus. Hernach ging Stie, der bereits seit dem Jahr 2000 neben seinen Basketballbeschäftigungen hauptberuflich als Lehrer arbeitete, aus beruflichen Gründen nach München. Dort trat er eine Stelle an der Europäischen Schule an. Während seiner Zeit in München war Stie neben seinen beruflichen Verpflichtungen Basketballtrainer beim Verein DJK Sportbund München. 2015 verließ er München, Stie wurde an der Europäischen Schule Karlsruhe Leiter der Grundschule und des Kindergartens. Im Basketball wurde der Däne in Karlsruhe als Trainer im Mädchen- und Frauenbereich des SSC Karlsruhe tätig.
2021 wechselte Stie beruflich wieder an die Europäische Schule München und wurde im selben Jahr zusammen mit Timo Heinrichs Trainer der Herrenmannschaft der TS Jahn München (2. Regionalliga).